# Jacht (activiteit)

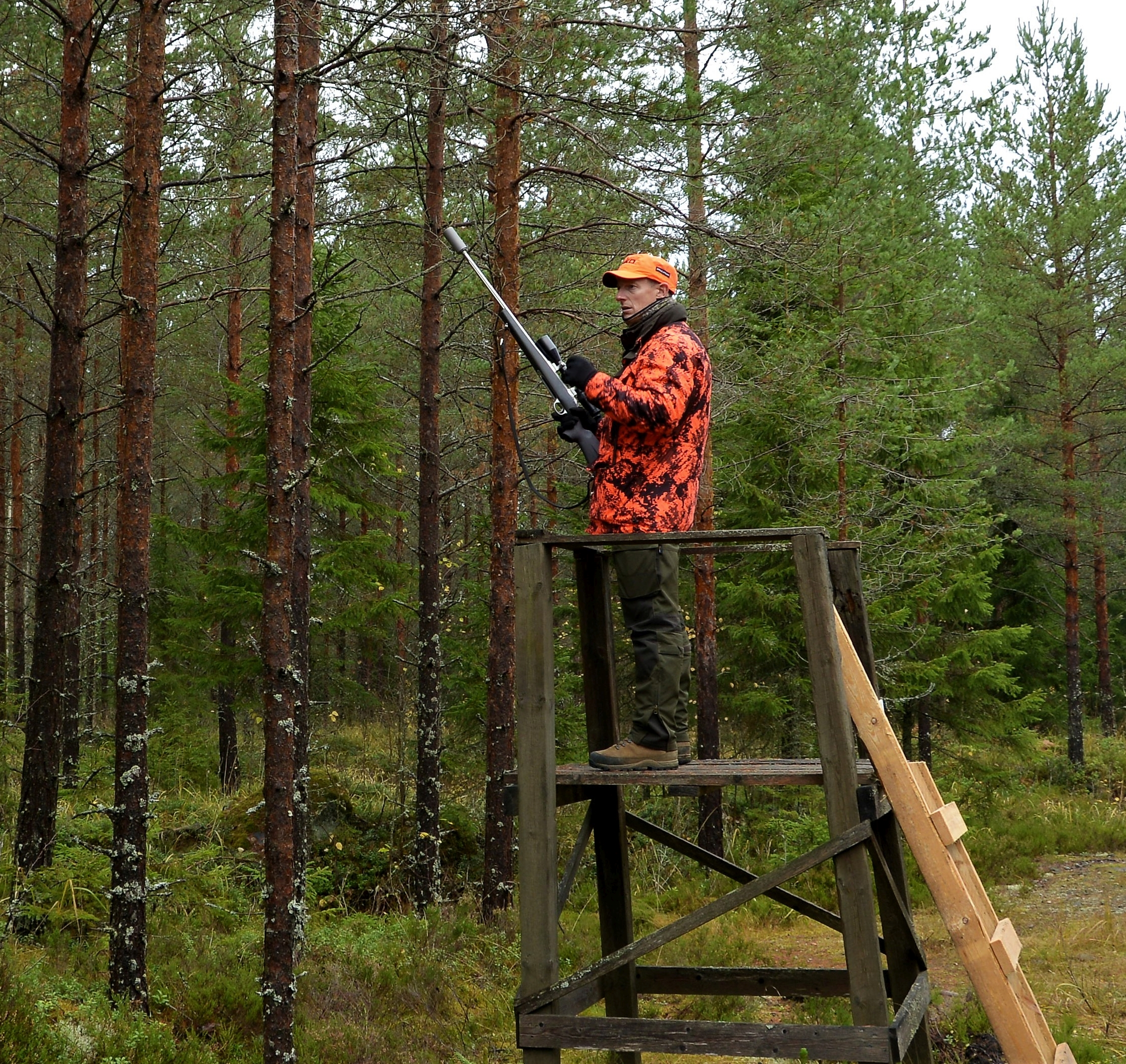
Een jager tijdens een drukjacht

Jacht is het opsporen, bemachtigen en doden van wilde dieren, of pogingen daartoe, om deze dieren te benutten of te bestrijden.
Vlees van bejaagde dieren wordt vaak als voedsel gebruikt, en andere delen van het dier voor doeleinden als kleding, gereedschap of muziekinstrumenten. Voor mensen gevaarlijke dieren worden wel bejaagd uit veiligheidsoverwegingen, zoals beren en leeuwen. Sommige jagers menen daarmee hun moed en behendigheid te tonen.
Daarnaast vindt jacht plaats in verband met bijvoorbeeld verkeersveiligheid of schade aan gewassen of infrastructuur. Ook vindt jacht plaats in het kader van natuurbeheer, om te grote populaties te voorkomen van bepaalde dieren die anders schade aan  belangrijk geachte flora of fauna aanbrengen. Dit soort jacht wordt wel aangeduid met faunabeheer, wildbeheer of beheersjacht.
Net als in andere Europese landen, bijvoorbeeld Duitsland, het Verenigd Koninkrijk en Noorwegen, is de jacht in Nederland in beginsel een eigendomsrecht van de grondeigenaar. Die kan het jachtrecht verhuren of zelf uitoefenen. Iedereen kan in principe een jachtgebied huren of jagen als genodigde van een jachtgerechtigde. Nederland telt ongeveer 27.000 jachtaktehouders en heeft met 1,6 jagers per 1000 inwoners een van de laagste jager/inwonersratio's in Europa. De voorwaarden en regels in de Nederlandse jachtwetgeving worden in vergelijking met die in andere landen als bureaucratisch en restrictief beschouwd.

## Geschiedenis

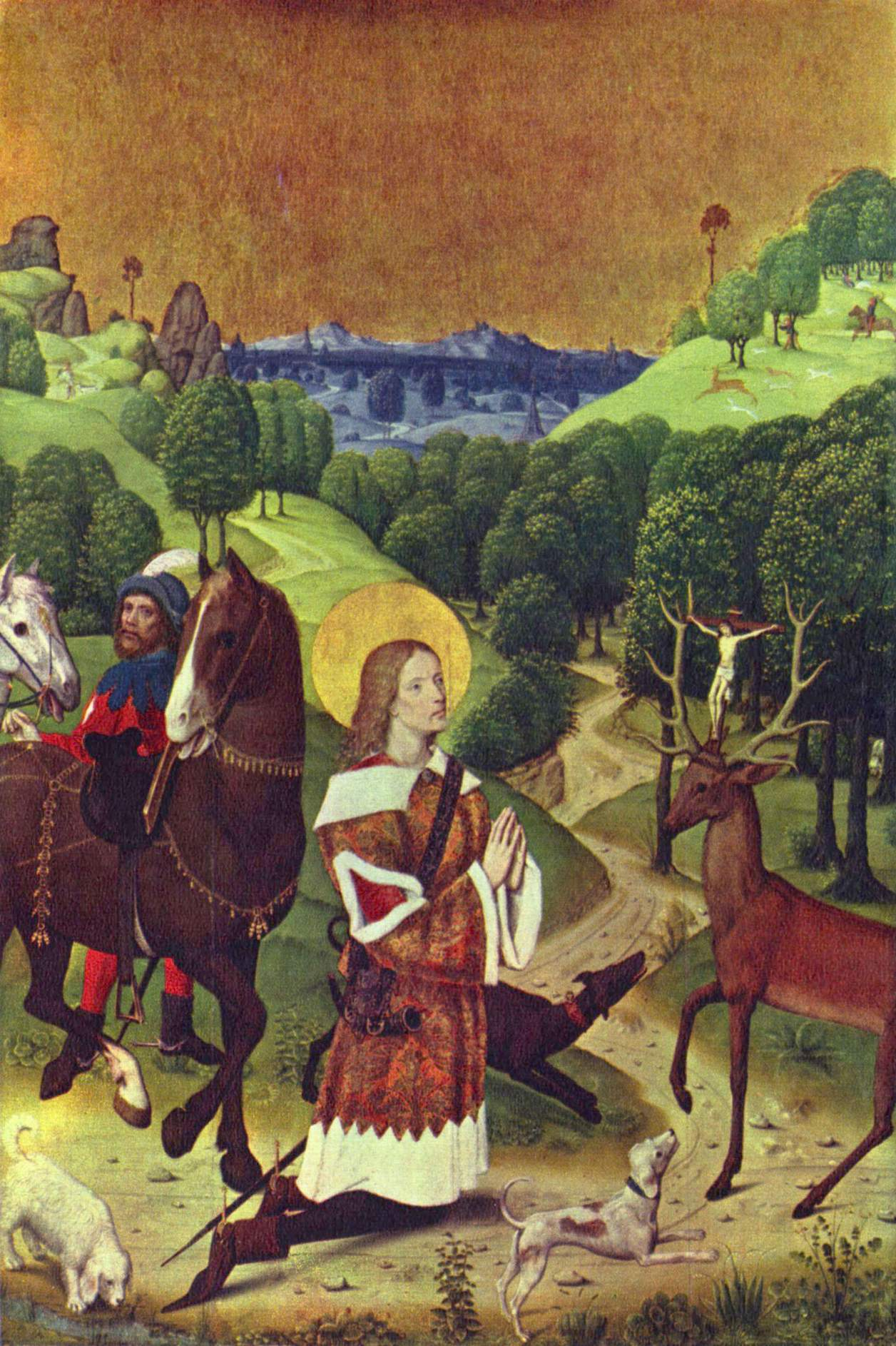
Sint-Hubertus, patroonheilige van de jagers.

Jagen is met verzamelen de oudste manier om aan voedsel te komen. Hoewel er discussie kan zijn of oude hominiden als Homo erectus en Homo habilis nu jagers of aaseters waren, is bij alle natuurvolken jacht in een of andere vorm een bron van bestaan. Opgravingen uit de steentijd laten dit ook zien. Naast plantenresten worden ook resten van vis, watervogels en zoogdieren aangetroffen in de oude steentijd. De gevolgen van de jacht door mensen op populaties wilde dieren is voor de meeste soorten beperkt geweest door de geringe bevolkingsomvang in die tijd. Voor grote zoogdieren zijn er wetenschappers die het uitsterven van de mammoet in verband brengen met de activiteit van de mens in de ijstijden. Anderen zien de klimatologische veranderingen als de belangrijkste oorzaak van het verdwijnen hiervan. In het neolithicum nam in vele culturen het belang van de jacht door de introductie van de landbouw af. Voor de jacht gebruikte men bewerkte vuursteen als pijlpunt en speerpunt. In de bronstijd werden de jachtwapens van brons en in de ijzertijd van ijzer. Doorgaans is men de mening toegedaan dat jacht van oudsher voornamelijk een mannenactiviteit is geweest.
Vaak werden diersoorten uit andere streken (exoten) uitgezet voor de jacht. Zo wordt tegenwoordig aangenomen dat de Romeinen het konijn en de fazant hebben geïntroduceerd in West-Europa. Het edelhert werd voor de jacht in Nieuw-Zeeland geïntroduceerd, wat een ecologische ramp is gebleken.

### Middeleeuwen en Franse Revolutie
In de middeleeuwen werd er door vele groepen van de samenleving gejaagd. De adel genoot privileges op dit terrein. Zo had men het alleenrecht op de jacht op alle gronden die eigendom waren van edellieden. Wanneer anderen gingen jagen in deze terreinen, werden ze bestraft wegens stroperij. De uitvinding in de middeleeuwen van het vuurwapen, waarvan de handzame varianten worden toegepast in de jacht, heeft de effectiviteit van de jacht zeer vergroot. Tijdens de Franse Revolutie werden alle aristocratische privileges afgeschaft. Iedereen had nu het recht om te jagen. Overbejaging was het gevolg.

### Twintigste eeuw
In de loop van de 20e eeuw werd jacht steeds  bekritiseerd, vooral door natuurbeschermers en dierenactivisten. Als gevolg hiervan werd bijvoorbeeld de commerciële jacht op veel walvissoorten verboden, maar ook de jacht op andere zoogdieren en op veel vogelsoorten  werd in veel landen gereguleerd. Deze regulering was bedoeld om het uitsterven van diersoorten te voorkomen, anderzijds omwille van het dierenleed dat door jacht veroorzaakt wordt. Ook in Nederland en België is de jacht geregeld door middel van nationale en regionale of provinciale regelgeving. Er zijn wel enkele verschillen tussen de Belgische en de Nederlandse regelgeving.

## Jachtmethodes

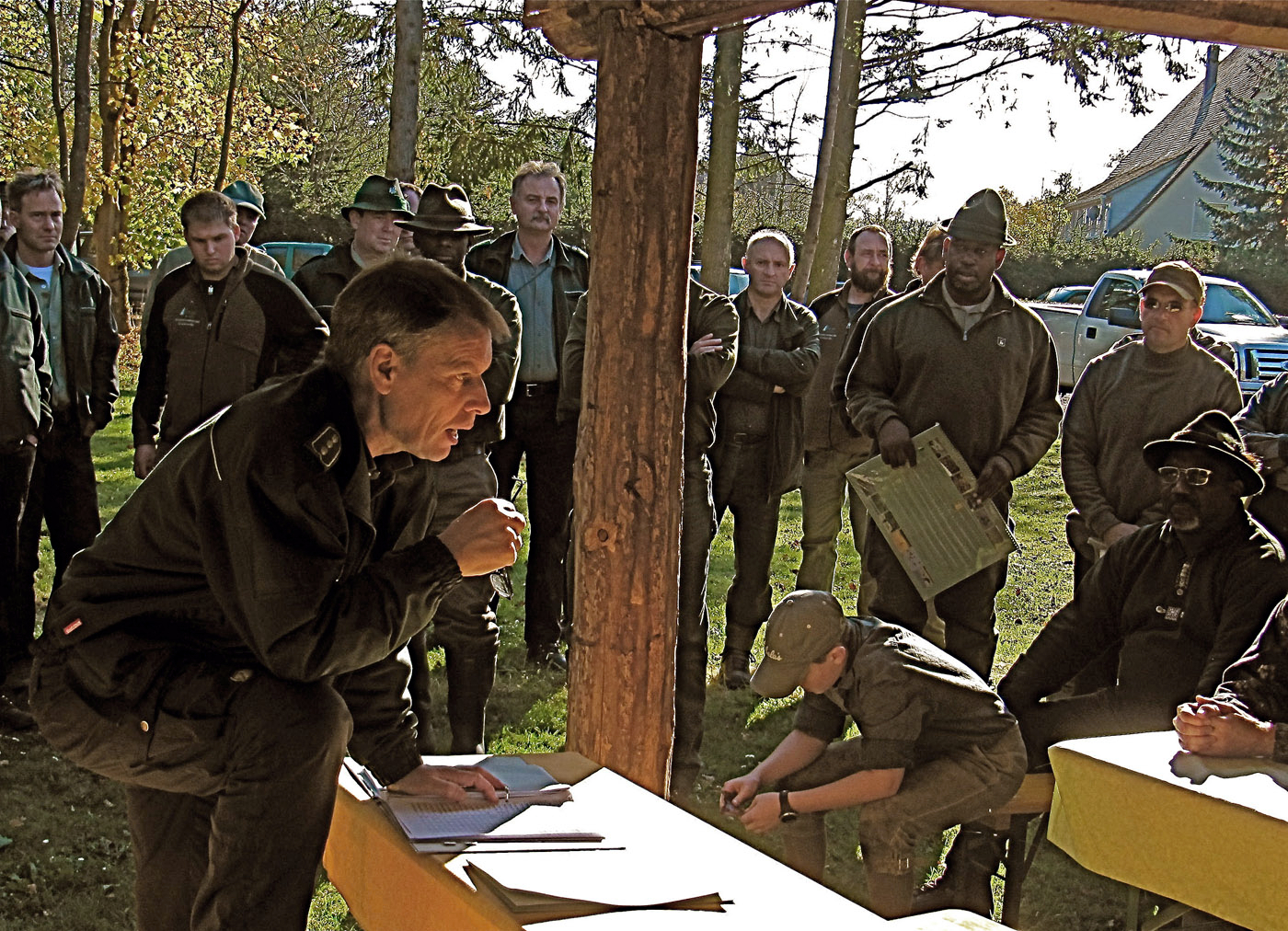
Veiligheidsinstructies door de boswachter voor de drukjacht in het militair oefenterrein Grafenwöhr, Duitsland

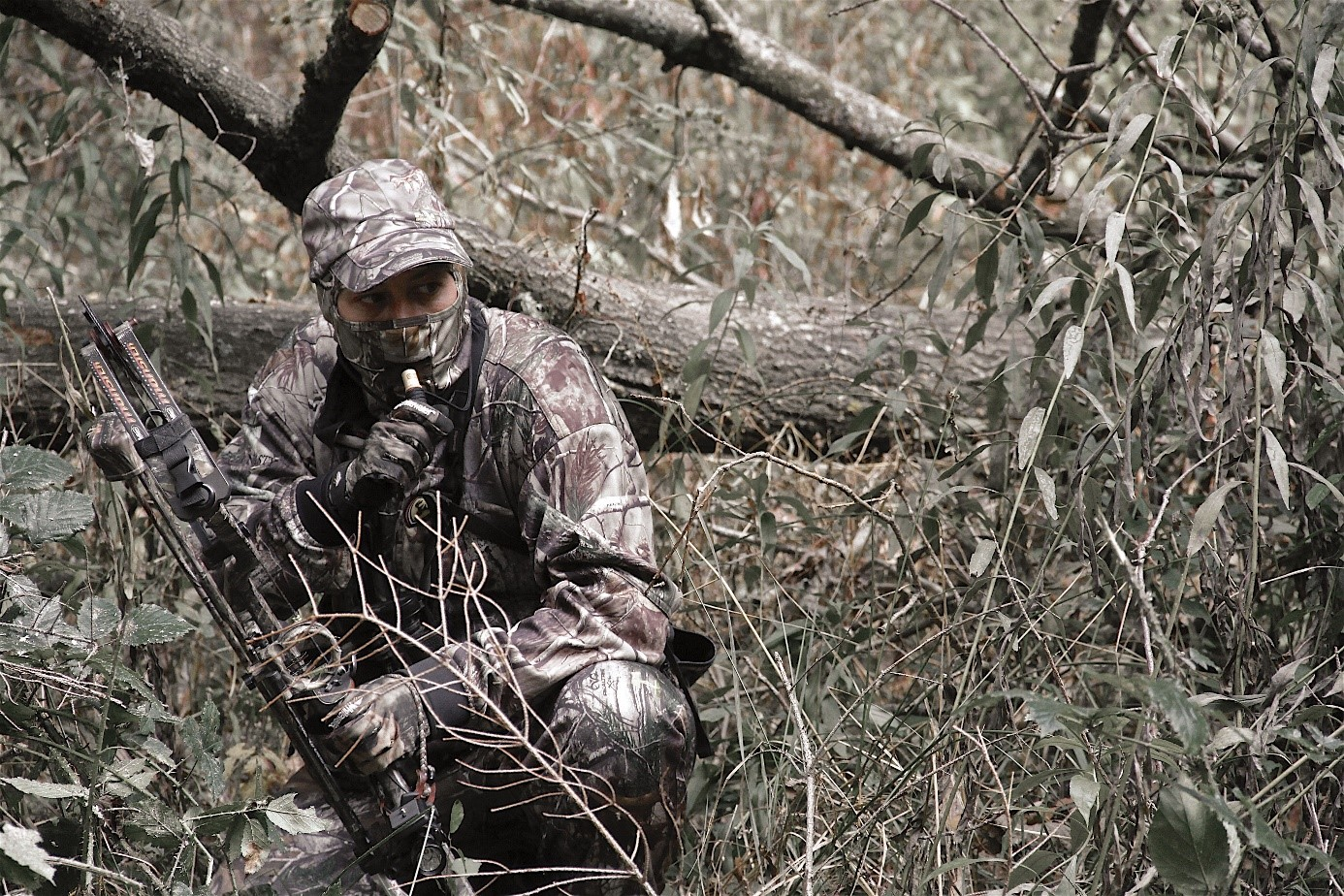
Boogjager bij de lokjacht met lokfluitje

Jacht voor de voetBij jacht voor de voet lopen een of meerdere personen al dan niet vergezeld door een hond door het jachtveld en pogen de beoogde dieren te doden met behulp van een jachtgeweer.
WaterwildHet doden van waterwild zoals wilde eenden of (met speciale vergunningen) smienten en diverse ganzen wordt gedaan met behulp van een boot waarvandaan met een jachtgeweer wordt geschoten, een eendenkooi of vanaf een bedekte omgeving op de grond. Tegenwoordig mag er alleen nog maar op wilde eenden gejaagd worden als deze vliegen. Een reeds door schieten gewond dier dat op de grond ligt mag wel doodgemaakt worden.
AanzitjachtAanzitjacht heeft doorgaans plaats bij reeën, maar ook bij herten en wilde zwijnen. De jager loopt niet door het veld maar blijft lange tijd op dezelfde plek wachten tot het wild zich vertoont. Deze jachtvorm vindt meestal plaats vanaf een hoogzit of jachtstoel, een verhoging die ervoor zorgt dat het jachtveld beter is te overzien, het wild makkelijker te tellen en het schot beter te plaatsen. Hierbij zit men soms in een hutje, maar vaak op een bankje met ladder, of een aan de bovenzijde open kansel. Doordat men hoger zit is de methode vrijwel altijd veilig, want het schot komt bij doorslag in de grond terecht.
DrukjachtEén jager, drijver of voorjager met hond zorgt bij drukjacht dat het wild in beweging komt, waarna de jager, vaak vanuit een hoogzit, het wild poogt te doden met behulp van een jachtgeweer. Deze methode vindt alleen plaats indien de minister voor het betreffende jaar toestemming heeft gegeven, omdat afschot met andere methodes slecht te realiseren valt.
LokjachtDe jager lokt bij lokjacht met lokkers het wild naar de plaats waar gejaagd wordt. Vaak gebruikt bij jacht op de houtduif. Bij wilde zwijnen wordt ook voer gebruikt en toegestaan, al spreekt men dan over aanzitjacht.
DrijfjachtDe drijfjacht heeft plaats met meer jagers. Behalve door de jagers wordt aan de drijfjacht ook door een aantal honden en de nodige 'drijvers' deelgenomen. De dieren worden uit een bepaald gebied gedreven door hond en mens en 'opgewacht' door de jagers die de dieren vervolgens doden met een jachtgeweer. De drijfjacht op grofwild is in Nederland verboden.
SluipjachtSluipjacht is jacht waarbij het (groot) wild beslopen wordt.

## Jacht in Nederland

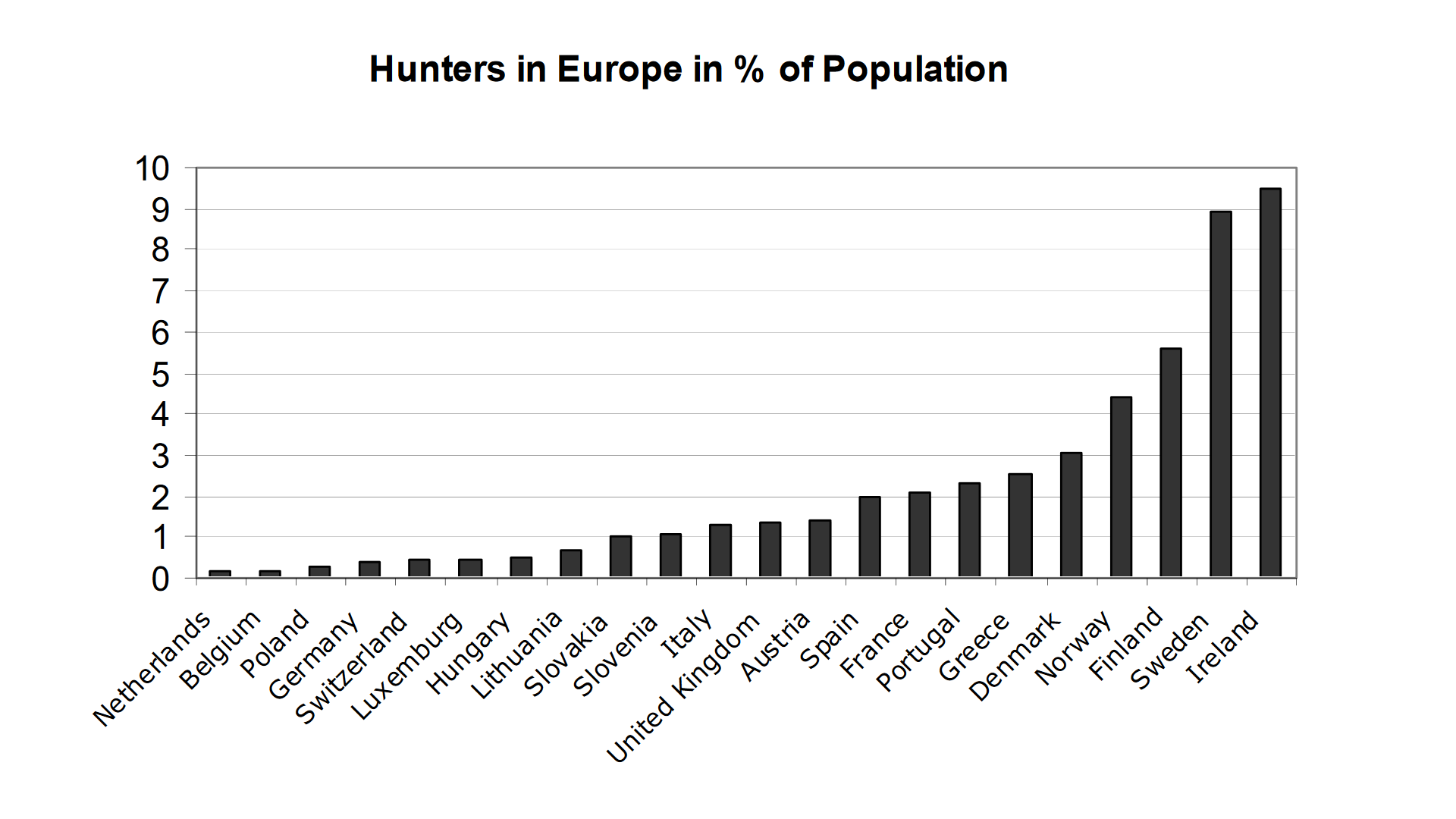
Aantal jagers in 22 Europese landen, waaronder Nederland, als percentage van de totale bevolking in het jaar 2007

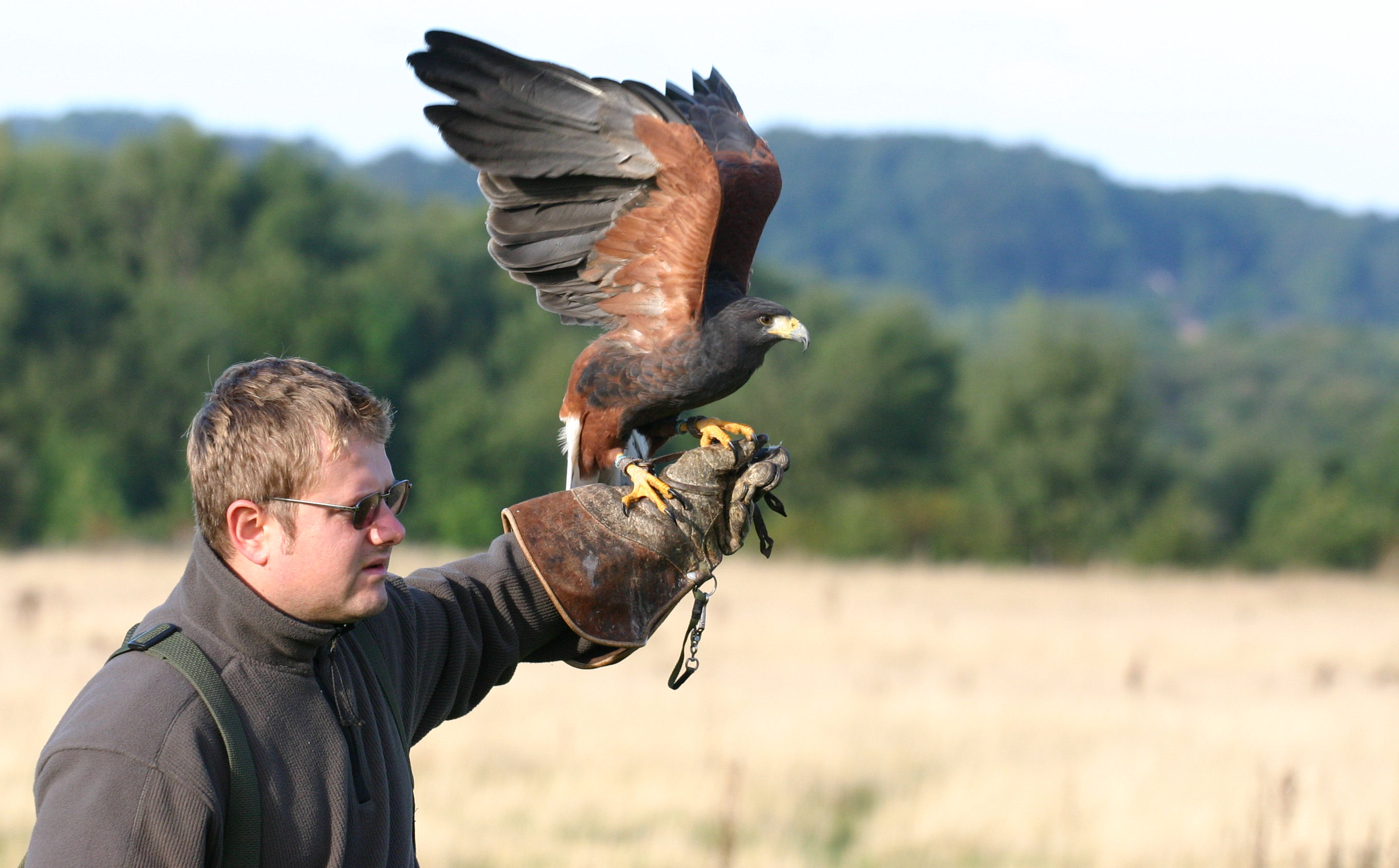
Een valkenier

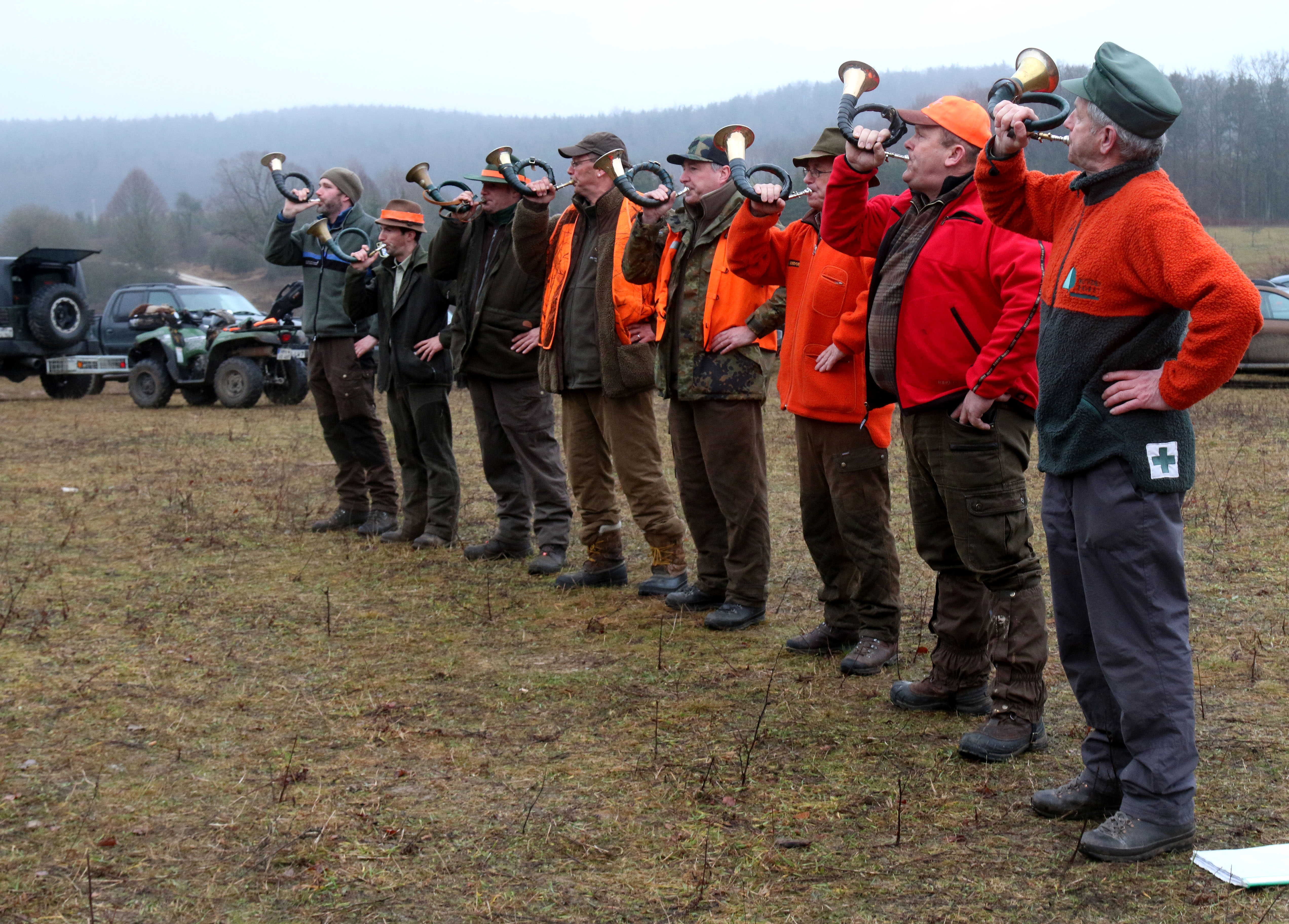
Voor en na de jacht wordt meestal een signaal gegeven op een jachthoorn

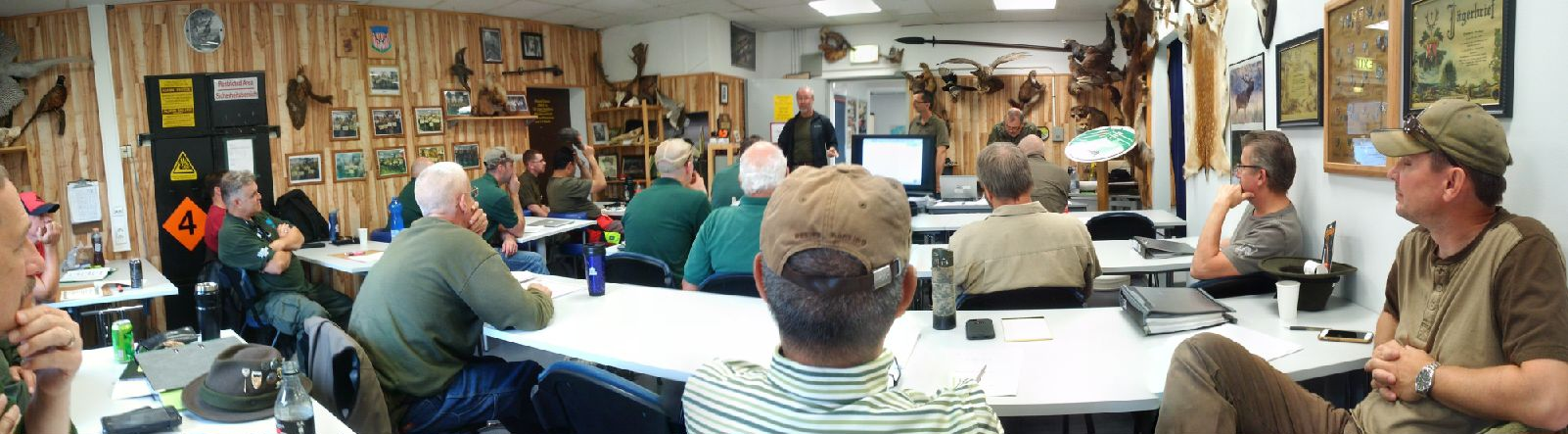
Jachtschool voor Amerikaanse soldaten in Duitsland

Opmerking: Onderstaande tekst over de situatie in Nederland is deels verouderd, de wet- en regelgeving is gewijzigd. Sinds 1 januari 2024 is de Omgevingswet (Ow) van kracht. Deze wet vervangt de Wet natuurbescherming, Flora- en Faunawet, de Boswet en de Natuurbeschermingswet 1998.
Met betrekking tot de jacht in Nederland kunnen drie aspecten worden onderscheiden: jacht op "bejaagbare" diersoorten, beheerjacht en schadebestrijdingsjacht.
- Beheerjacht wordt soms abuis 'beheersjacht' genoemd, dat verwijst naar beheersen. Het gaat om het beheren.
- Schadebestrijding is t.b.v. voor het voorkomen en bestrijden van belangrijke schade aan de land- en tuinbouw, bedrijfsmatige visserij, wateren en aan de fauna.

Wanneer men spreekt over jacht heeft men het meestal over de jacht op vijf diersoorten, namelijk haas, konijn, fazant, houtduif en wilde eend). Deze jacht is gericht op het beheer van deze diersoorten op basis van het principe wise use en is slechts gedurende een bepaalde tijd (jachtseizoen) opengesteld.
Bij de jacht op damwild (damhert), edelhert, moeflon, reewild en wild zwijn spreekt men van beheerjacht, bij de overige soorten over schadebestrijding. Beheerjacht en schadebestrijding vinden in Nederland uitsluitend plaats op basis van faunabeheerplannen, die door faunabeheereenheden worden opgesteld voor het beheer van soorten en het voorkomen en bestrijden van schade aan de belangen zoals vermeld in de Omgevingswet. Jacht op basis van het faunabeheerplan geschiedt indien er geen andere bevredigende oplossing bestaat en indien geen afbreuk wordt gedaan aan een gunstige staat van instandhouding van de soort.
Beheerjacht en schadebestrijding worden uitgevoerd en gecoördineerd door de 330 wildbeheereenheden en hun leden in Nederland op basis van Omgevingswet art 8.3 (Jacht) beheer en schadebestrijding op basis van  de Toestemming van de grondgebruiker die hiervoor een schriftelijke toestemming geeft conform (artikel 11. 44 lid 5, 11.52 lid 5 en 11.58 lid 6 Besluit activiteiten leefomgeving) om de bij hem in gebruik zijnde gronden te betreden en de toegestane handelingen te doen uitoefenen, ten behoeve van uitvoering van het voorkomen en bestrijding schade en beheer van de diersoorten die zijn aangewezen als omgevingsvergunning-vrije gevallen of waarvoor een omgevingsvergunning flora- en flora activiteit op basis van een ministeriële regeling of provinciale verordening is afgegeven, aan de Wildbeheereenheid, die verleend worden door de provincies op basis van de goedgekeurde faunabeheerplannen van de faunabeheereenheden of op grond van het eigen provinciale faunabeleid. Ook de minister kan diersoorten als omgevingsvergunning-vrije gevallen vrijstellen, als deze in het gehele land veel schade veroorzaken; de provincies kunnen dat doen op provinciaal niveau.

### Voorwaarden
De vrije jacht is in Nederland verboden. Alleen door iemand in bezit van een Omgevingsvergunning Jachtgeweeractiviteit (jachtakte ) mogen bepaalde wilde dieren worden gedood in het jachtveld waar hij/zij voldoende jachthuurovereenkomsten (JHO'n) voor de landelijk aangewezen jachtsoorten (haas, fazant, wilde eend, konijn en houtduif) of de toestemming van de grondgebruiker heeft om diersoorten te beheren of schade te voorkomen of te bestrijden op basis van een vrijstelling of ontheffing. Hiervoor geldt dat er bij het gebruik als veiligheidseis ten minste het terrein aaneengesloten 40 ha groot is en er een cirkel getrokken kan worden van 300 meter (art 11.76 Besluit Activiteiten Leefomgeving (BAL) Als zonder deze vergunning gejaagd wordt is er sprake van wildstroperij. Dit is strafbaar, ook als de stroper legaal in bezit zijnde wapens gebruikt.
Een Omgevingsvergunning Jachtgeweeractiviteit (jachtakte) wordt aangevraagd bij de politie en moet jaarlijks worden verlengd. De politie geeft een jachtakte af onder de volgende voorwaarden:
- de aanvrager is minstens achttien jaar;
- de aanvrager heeft met goed gevolg een jachtexamen afgelegd;
- de aanvrager heeft een aparte aansprakelijkheidsverzekering voor het jagersrisico afgesloten;
- de aanvrager moet kunnen aantonen dat hij in de gelegenheid is om te kunnen jagen. Om aan deze voorwaarde te voldoen moet de aanvrager van een jachtakte aantonen dat hij/zij het jachtrecht heeft gehuurd van een veld met een aaneengesloten oppervlakte van ten minste 40 ha. Wanneer aan deze voorwaarde niet kan worden voldaan volstaat het wanneer hij/zij aan kan tonen dat hij/zij op regelmatige basis zal worden uitgenodigd door een andere jager die wel aan deze voorwaarde voldoet.
- er is geen grond om aan te nemen dat de aanvrager misbruik zal maken van de bevoegdheid om te jagen;
- er is geen grond om aan te nemen dat de aanvrager misbruik zal maken van de bevoegdheid om wapens en munitie voorhanden te hebben;
- aan de aanvrager is, op het moment van de aanvraag, niet de bevoegdheid om te jagen ontzegd;
- de aanvrager is in de twee jaren voorafgaand aan de aanvraag niet veroordeeld voor een van de in de flora- en faunawet genoemde strafbare feiten.

Het diploma van het jachtexamen is te halen na de jachtcursus. De theorielessen en examens worden afgenomen door de Stichting Jachtopleidingen Nederland. De praktijklessen kunnen worden gevolgd op een erkende schietbaan naar keuze.

#### Verlenging geldigheidsduur Omgevingsvergunning Jachtgeweeractiviteit (jachtakte) en wapenverlof
April 2017 bracht de politieke partij SGP in dat met de nieuwe Natuurbeschermingswet het jaarlijks verlengen van de jachtakte (en wapenverlof, sportshutters) minder vaak hoeft te worden gedaan. Het idee is om deze akte eens in de 3 à 5 jaar te verlengen. Het jaarlijkse terugkeren ervan, dezelfde formulieren invullen en laten afstempelen en een bedrag betalen, wordt als onnodige bureaucratie gezien.
Op 18 april 2017 nam de kamer de motie van de SGP aan.
In 2022 heeft de minister van Justitie een onafhankelijke Commissie Wet wapens en munitie (Wwm) ingesteld, deze commissie had als taak voorstellen te doen om de Wwm bij de tijd te brengen. Deze heeft hierover geadviseerd  de Verlofduur verlengen, om de administratieve lasten van met name de politie te verminderen, is het noodzakelijk om de geldigheidsduur van verloven, aktes en andere beschikkingen te verlengen van nu (maximaal) één jaar naar (maximaal) vijf jaar. In combinatie met andere maatregelen (continue screening en meldplicht) vond zij dit verantwoord.

### Waterwild en klein wild

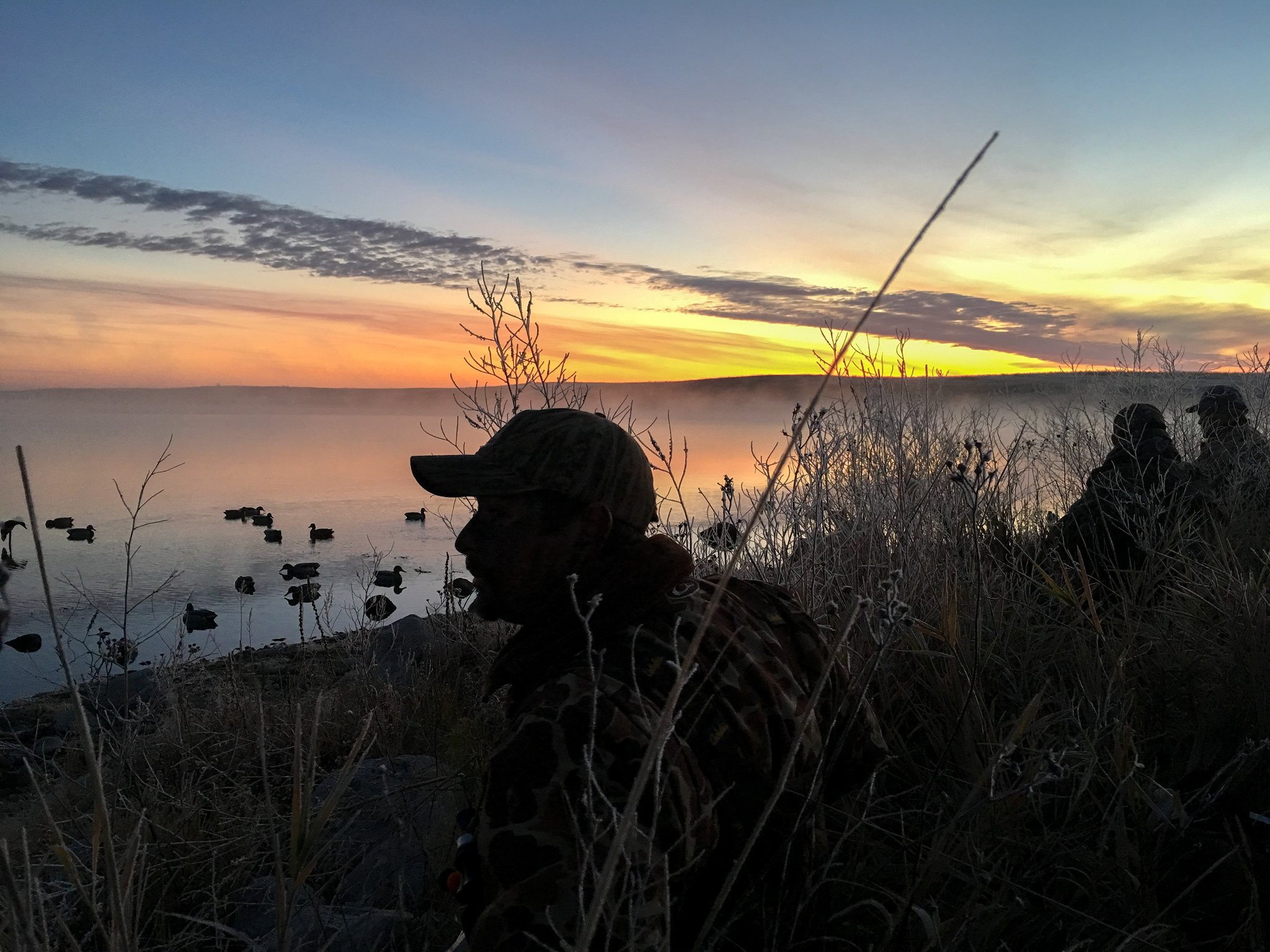
Eendenjacht in de vroege ochtend

Tot het kleinwild behoren volgens het Jachtbesluit onder meer: haas, konijn, fazant, houtduif en patrijs. Onder waterwild wordt onder andere de wilde eend verstaan. Voor al deze dieren geldt een jachtseizoen. De jacht op de patrijs is gesloten, omdat de patrijs ook is opgenomen op de rode lijst.

### Grof wild
De Nederlandse wildlijst heeft geen soorten opgenomen onder grof wild. Grof wild wordt dus niet bejaagd. Onder grof wild worden verstaan edelherten, reeën, damherten, moeflons en wilde zwijnen. Alleen op vergunning mogen deze soorten worden bejaagd. Een vergunning wordt afgegeven door Gedeputeerde Staten. Gedeputeerde staten kunnen besluiten tot het afgeven van een vergunning indien de wildstand te groot wordt. Vooral voor reewild, edelherten en wilde zwijnen worden vergunningen afgegeven. De stand van het damhert en moeflon is gezond. Sinds de inwerkingtreding van de Flora- en faunawet op 1 april 2002 is de drijfjacht op wilde zwijnen afgeschaft, waarmee het oude zwartwildbrevet is komen te vervallen. Een vergunning wordt afgegeven volgens een plan dat door vertegenwoordigers van de agrariërs, de natuurbescherming en de jagers is opgesteld en door gedeputeerde staten is goedgekeurd. Het optreden van jagers wordt ook gevraagd bij (dreigende) landbouwschade.

### Andere dieren
Alleen bij soorten die opgenomen zijn in de wildlijst in het Jachtbesluit spreekt men over jagen. Daarnaast kent Nederland een landelijke en provinciale vrijstellingslijst, opgenomen in het Besluit beheer en schadebestrijding. Deze soorten mogen, in het kader van schadebestrijding, gedurende het hele jaar worden bestreden. Op de landelijke vrijstellingslijst staan de soorten vos, konijn, houtduif, Canadese gans, kauw en zwarte kraai. De provincies zijn verder bevoegd om tijdelijk ontheffingen te verlenen voor soorten die schade veroorzaken, maar niet op deze lijst voorkomen.
In Nederland is de jacht op de zeehond sinds 1962 verboden. Het verbod werd ingesteld toen het dier in de Waddenzee en de toen nog niet afgesloten zeearmen in Zeeland bijna was uitgeroeid.

### Drijfjacht in Nederland
Vroeger werden in Nederland drijfjachten gehouden op onder meer wilde zwijnen. Sinds de inwerkingtreding van de Flora- en faunawet op 1 april 2002 is het op grond van artikel 74 lid 1 sub b van die wet verboden om edelherten, damherten, reeën en zwijnen te drijven. Drijfjachten op klein- en overig wild, zoals hazen, fazanten en konijnen, zijn wel toegestaan. Een drijfjacht resulteert in hogere afschotcijfers dan de individuele jachten. Van het verbod op de drijfjacht op grofwild kan geen ontheffing worden verleend, maar op grond van artikel 74 lid 2 van de Flora- en faunawet kan voor wilde zwijnen in bijzondere omstandigheden wel de drukjacht worden toegestaan waarbij slechts één drijver en één jager actief zijn. Argumenten voor het verbod op de drijfjachten op grofwild zijn dat het wild de jagers snel passeert (het wordt opgedreven) en het daardoor veel moeilijker is om een goed schot te plaatsen dan wanneer het wild stilstaat en vanaf de hoogzit wordt geschoten (de kans op ziek schieten neemt toe bij een drijfjacht). Bovendien is er bij een drijfjacht geen tijd om het wild goed aan te spreken en een zorgvuldige selectie te maken van de dieren die moeten worden afgeschoten. Ten slotte is door een verhoogd adrenalinegehalte het wildbraad minder smakelijk.

### Controverse en kritiek

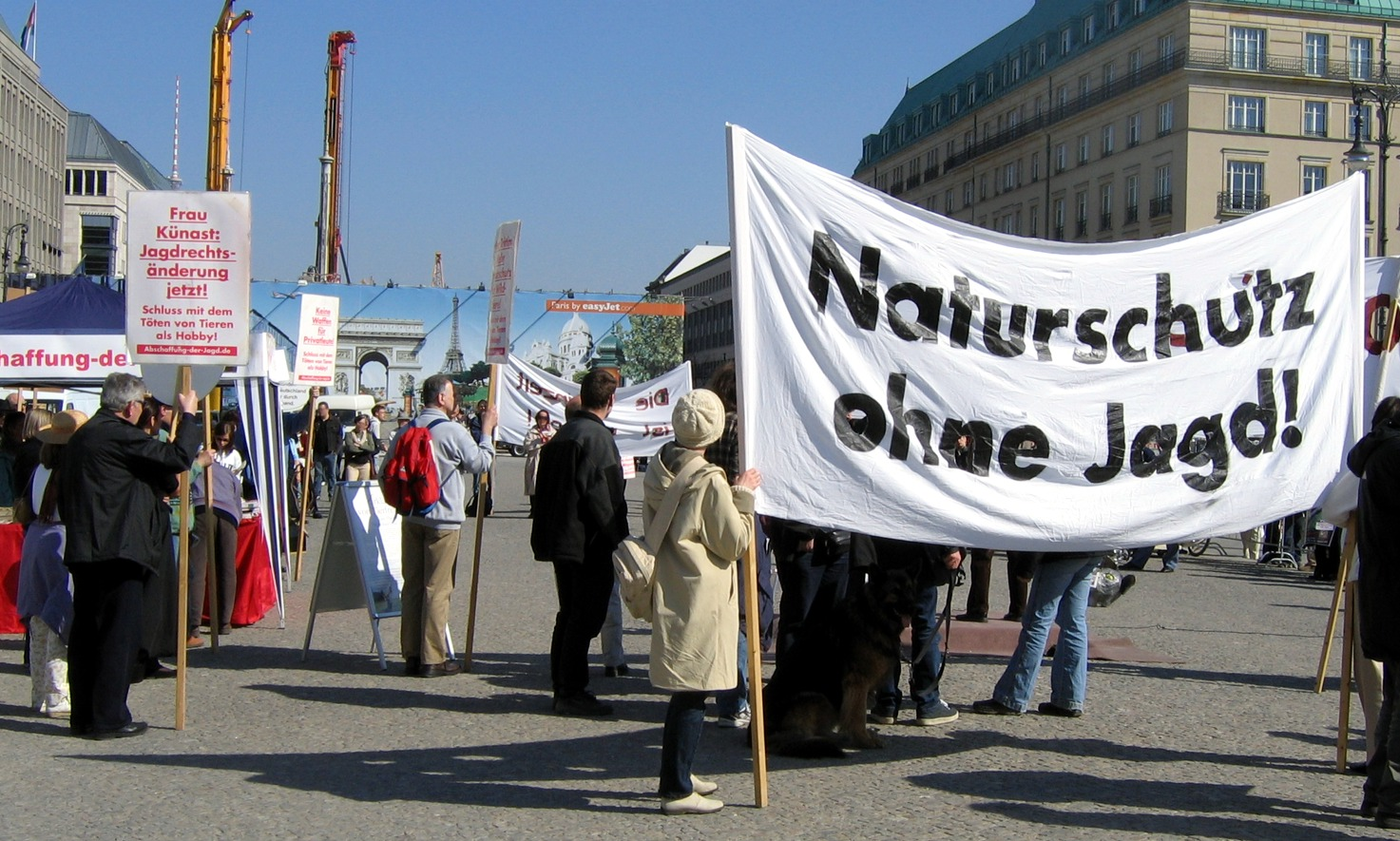
Anti-jacht demonstratie, Berlijn 2005

## Jacht in België

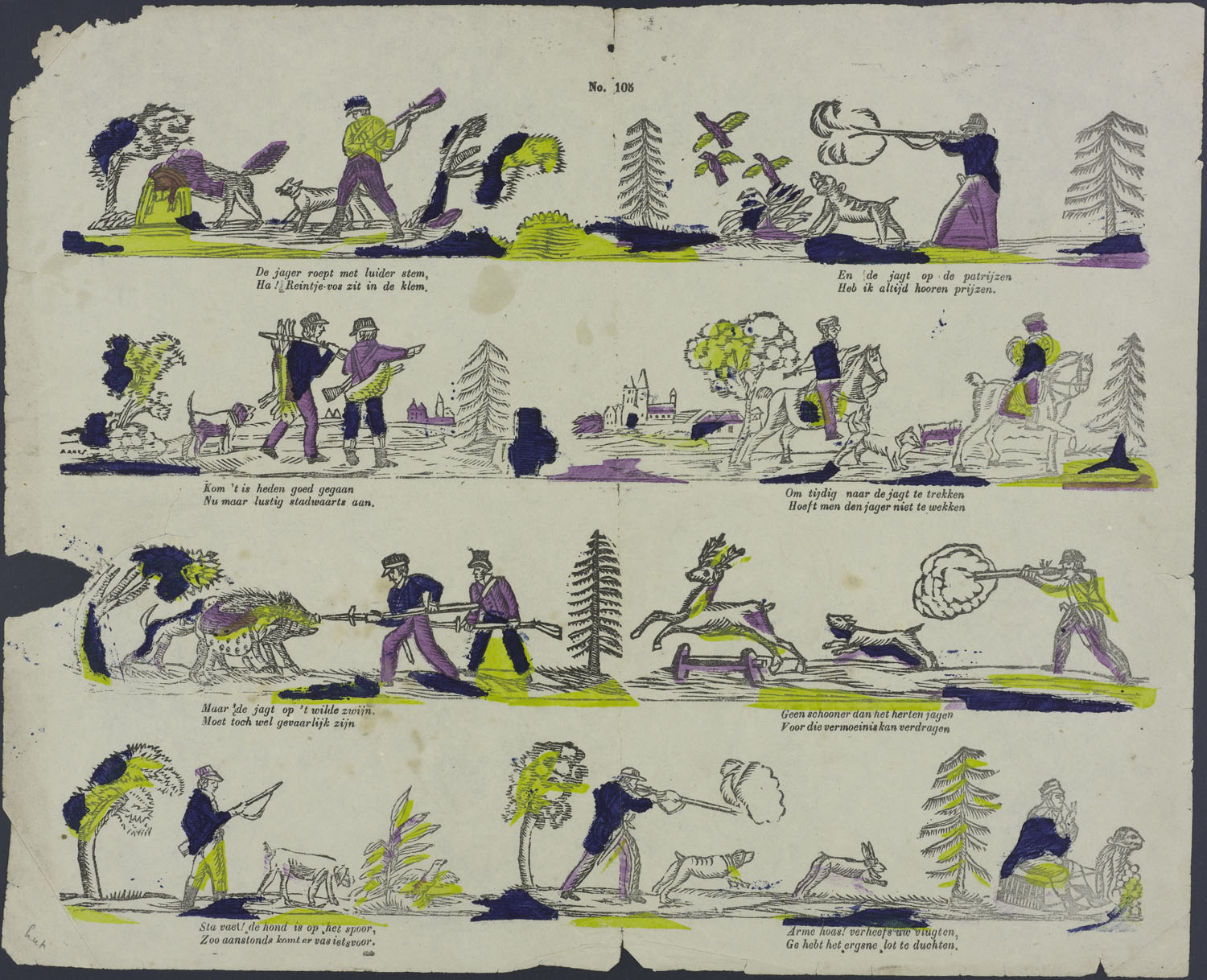
Verschillende afbeeldingen van jacht op een centsprent (ca. 1870): o.a. jacht op een vos, patrijzen, hazen, wilde zwijnen, een hert en een haas.

## Jachthonden

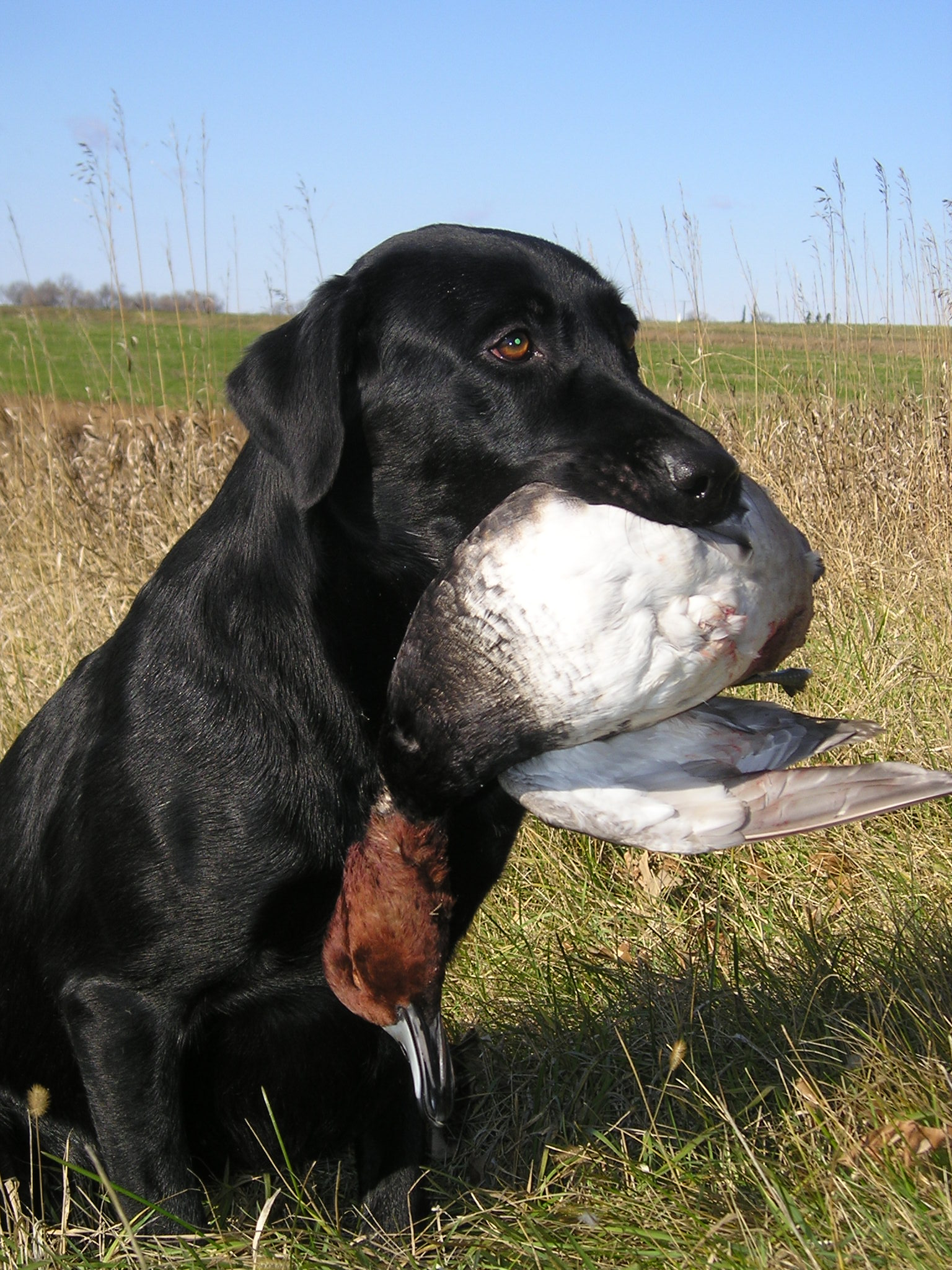
Een jachthond haalt een Amerikaanse tafeleend op voor zijn jager

## Hoogzitten

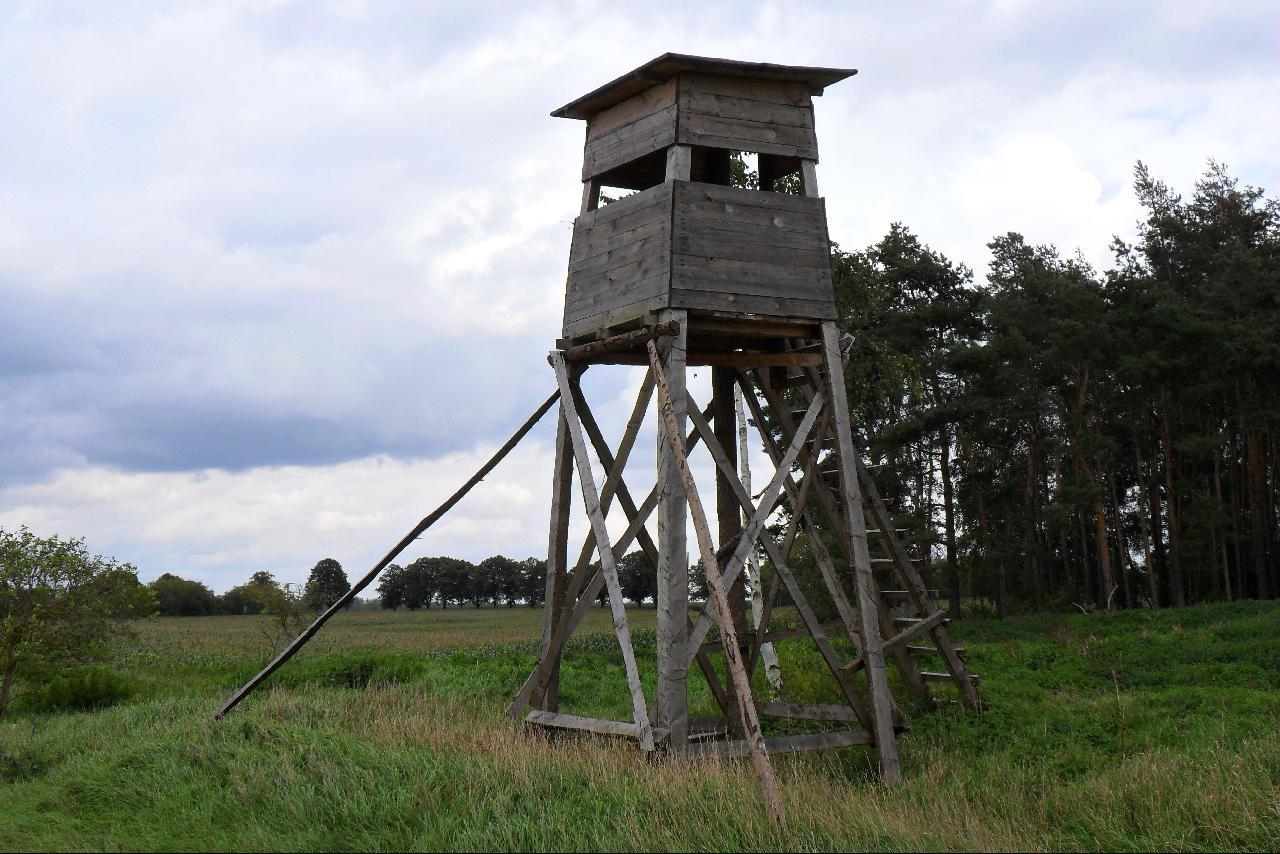
Een hoogzit in Duitsland

## Geweren

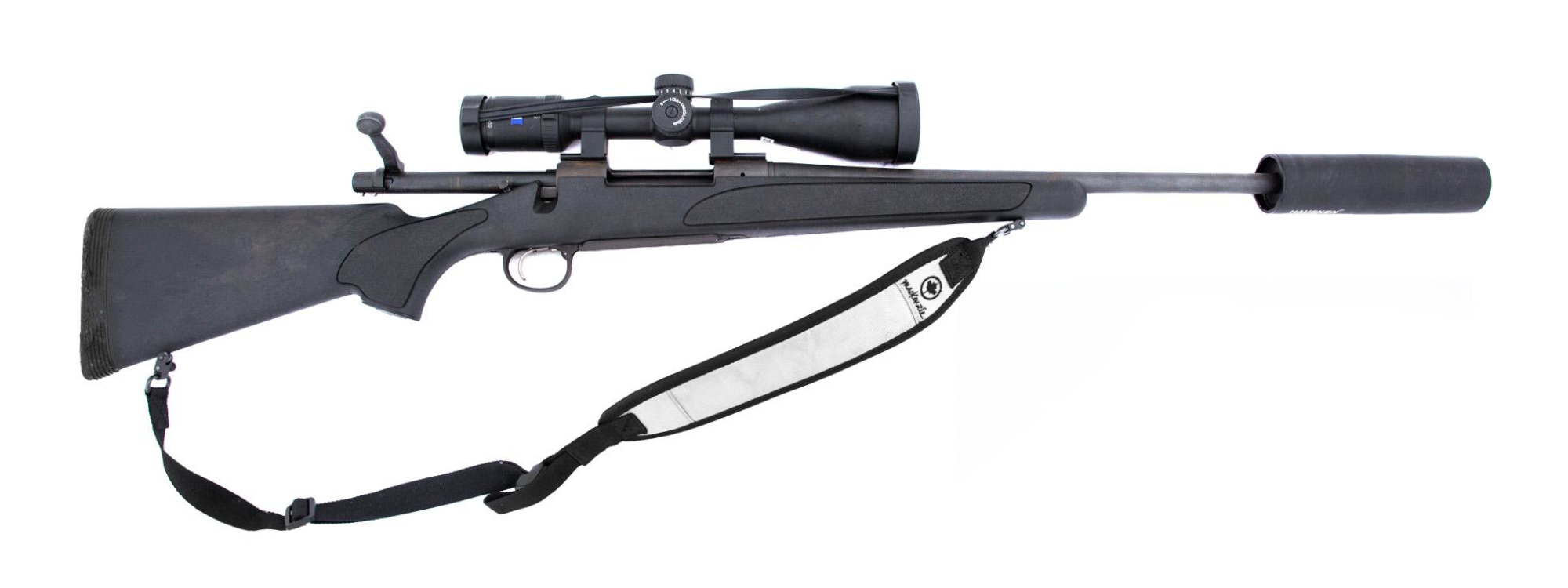
Remington Model 700 en .30-06 Springfield

## Jachttoerisme

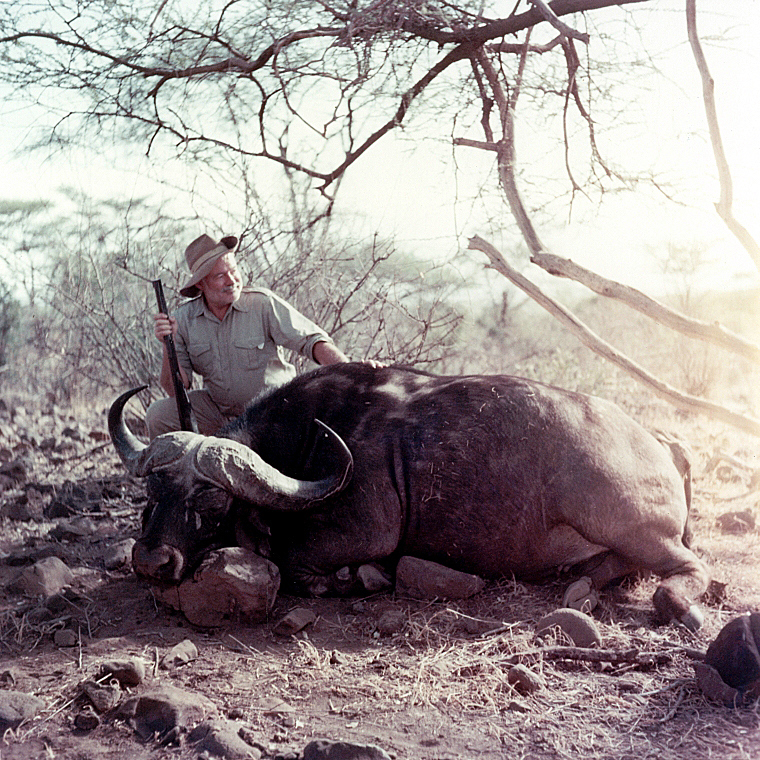
Ernest Hemingway met een kafferbuffel tijdens een safari in Afrika, 1953-1954

## Termen uit de jacht

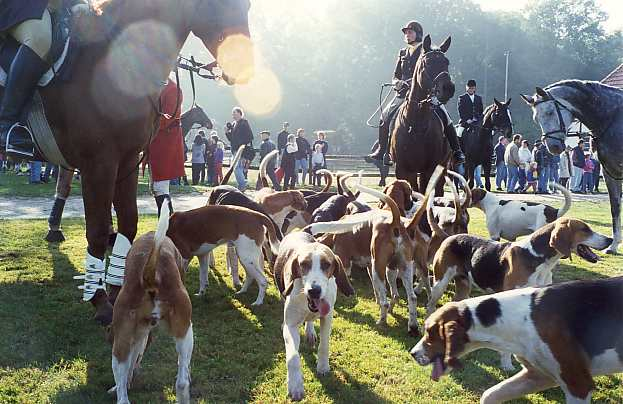
Een slipjacht met honden